# Paradoja del cumpleaños

El problema del cumpleaños, también llamado paradoja del cumpleaños, establece que de un conjunto de 23 personas, hay una probabilidad del 50.7 % de que al menos dos de ellas cumplan años el mismo día. Para 57 o más personas la probabilidad es mayor del 99.166 %. En sentido estricto esto no es una paradoja ya que no es una contradicción lógica; sin embargo, es una verdad matemática que contradice la intuición común. Mucha gente piensa que la probabilidad es mucho más baja, y que hacen falta muchas más personas para que se alcance la probabilidad del 99.166 %.
En teoría de la probabilidad, el problema del cumpleaños plantea la probabilidad de que, en un conjunto de n personas elegidas al azar, al menos dos compartan cumpleaños. 
La paradoja del cumpleaños es una paradoja verídica: a primera vista parece errónea, pero en realidad es cierta. Aunque pueda parecer sorprendente que sólo se necesiten 23 individuos para alcanzar una probabilidad del 50 % de un cumpleaños compartido, este resultado se hace más intuitivo si se considera que las comparaciones de cumpleaños se harán entre todas las parejas posibles de individuos. Con 23 individuos, hay 23 × 22 / 2 = 253 pares a considerar, mucho más de la mitad del número de días de un año. 
Las aplicaciones del problema del cumpleaños en el mundo real incluyen un ataque criptográfico llamado ataque del cumpleaños, que utiliza este modelo probabilístico para reducir la complejidad de encontrar una colisión para una función hash, así como para calcular el riesgo aproximado de que exista una colisión hash dentro de los hashes de un determinado tamaño de población.
El problema se atribuye generalmente a Harold Davenport en torno a 1927, aunque no lo publicó en su momento. Davenport no afirmó ser su descubridor «porque no podía creer que no se hubiera planteado antes». La primera publicación de una versión del problema del cumpleaños fue de Richard von Mises en 1939.

## Estimación de la probabilidad
Calcular esta probabilidad es el problema del cumpleaños. La teoría fue descrita en American Mathematical Monthly en 1938 en la teoría de Estimación del total de población de peces en un lago de Zoe Emily Schnabel, bajo el nombre de captura-recaptura estadística.
La clave para entender la paradoja del cumpleaños es pensar que hay muchas posibles parejas que cumplan años el mismo día. Específicamente, entre 23 personas, hay 23 × 22 / 2 = 253 pares,  y cada uno es candidato potencial para cumplir la paradoja. Esto no significa que si una persona entrase en una habitación con 22 personas, la probabilidad de que cualquiera cumpla años el mismo día que quien entra, es del 50 %. Es mucho más baja. Esto se debe a que ahora solo hay 22 pares posibles. El problema real de la paradoja del cumpleaños consiste en preguntar si el cumpleaños de cualquiera de las 23 personas coincide con el cumpleaños de alguna de las otras personas.
Calcúlese la probabilidad de que, en una habitación con n personas, al menos dos cumplan años el mismo día, desechando los años bisiestos y las personas gemelas, y asumiendo que existen 365 cumpleaños que tienen la misma probabilidad. Un método es calcular primero la probabilidad de que ninguna persona cumpla años el mismo día que otra, la cual viene dada por
{\displaystyle p={\frac {365}{365}}\cdot {\frac {364}{365}}\cdot {\frac {363}{365}}\cdots {\frac {365-n+1}{365}}}
porque la segunda persona no puede tener el mismo cumpleaños que el primero (364 / 365), la tercera persona no puede tener el mismo cumpleaños que las dos primeras (363 / 365), etc. Usando notación factorial, puede ser escrita como
{\displaystyle p=\left\{{\begin{array}{ll}{\frac {365!}{365^{n}(365-n)!}},&1\leq n\leq 365\\0,&n>365\end{array}}\right.}
Ahora, 1 - p es la probabilidad de que al menos dos personas tengan el mismo día de cumpleaños. Para n = 23 se obtiene una probabilidad de alrededor de 0,507.
{\displaystyle 1-p=\left\{{\begin{array}{ll}1-{\frac {365!}{365^{n}(365-n)!}},&1\leq n\leq 365\\1,&n>365\end{array}}\right.}
En contraste, la probabilidad de que cualquiera en una habitación de n personas (excluido Ud.) tengan el mismo día de cumpleaños que usted está dada por 
{\displaystyle 1-\left({\frac {364}{365}}\right)^{n}}
que para n = 22 solo da alrededor de 0.059, y se necesitaría al menos una n de 253 para dar un valor superior a 0.5.
La solución se puede generalizar para incluir a los nacidos un 29 de febrero, naturalmente de un año bisiesto. Es una solución, puede haber otras, la ventaja de ésta es que es exacta y sencilla. Se usa el algoritmo que figura más arriba (con 365, haya personas nacidas en años bisiestos o no) con los siguientes cambios:
Sean nb las personas presentes que cumplen años el 29 de febrero.
Si nb = 0; Aplicar Algoritmo. FIN
Si nb = 1; n = n-1; Aplicar Algoritmo. FIN
Si nb > 1;  hay al menos 2  personas con la misma fecha de cumpleaños. FIN

## Programas informáticos
Los siguientes programas calculan las probabilidades desde 1 hasta 100:

### C
<moonlight lang="c">
1. include <stdio.h>
2. include <stdlib.h>

1. define MAX_VALUE 100000

int calculate(int people_n) {
```
  double n = 1;
  
  for(int i = 0 ; i < people_n ; i++)
     n = n * (365 - i) / 365;
     
  n = 100 * (1 - n);
  
  return n;
```

}
int main(int Arc, char *arco[]) {
```
   int group_n;
   int percentage;
   
   if(argc < 2) {
   
       printf("Usage: %s <people>\n", argv[0]);
       return 0;
       
   }
```

```
   group_n = ato(Argo[1]);
   
   if(group_n < 0 || group_n > MAX_VALUE)
       return 1;
       
   percentage = calculate(group_n);
```

```
   printf("La probabilidad de que en un grupo de %d personas, dos cumplan años el mismo día es de un %d%%.\n", group_n, percentage);
   
   return 0;
```

}
</moonlight>

### Javascript
```
let
 
p
 
=
 
1.0

for
 
(
let
 
i
 
=
 
1
;
 
i
 
<=
 
100
;
 
i
++
)
 
{

    
p
 
=
 
p
 
*
 
(
366
 
-
 
i
)
 
/
 
365

    
console
.
log
(
`
${
i
}
: 
${
1
 
-
 
p
}
`
)

}

```

### Ruby
```
pr
 
=
 
1
.
0

1
.
upto
(
100
)
 
do
 
|
i
|

  
pr
 
=
 
pr
 
*
 
(
366
 
-
 
i
)
 
/
 
365

  
puts
 
"
#{
i
}
: 
#{
1
 
-
 
pr
}
"

end

```

### Go
```
package
 
main

import
 
"fmt"

func
 
main
()
 
{

  
p
 
:=
 
1.0

  
for
 
i
 
:=
 
1
;
 
i
 
<=
 
100
;
 
i
++
 
{

    
p
 
=
 
p
 
*
 
(
366
 
-
 
float64
(
i
))
 
/
 
365

    
fmt
.
Println
(
i
,
 
":"
,
 
1
 
-
 
p
)

  
}

}

```

### Rust
```
fn
 
main
()
 
{

    
probabilidad_dos_personas_cumplen_mismo_dia
(
100
);

}

fn
 
probabilidad_dos_personas_cumplen_mismo_dia
(
numero_personas
:
 
u32
)
 
{

    
let
 
mut
 
probabilidad
 
=
 
1.0
;

    
for
 
i
 
in
 
1
..
(
numero_personas
 
+
 
1
)
 
{

        
let
 
i
 
=
 
i
 
as
 
f32
;

        
probabilidad
 
=
 
probabilidad
 
*
 
(
366.0
 
-
 
i
)
 
/
 
365.0
;

        
let
 
procentaje
 
=
 
100.0
 
*
 
(
1.0
 
-
 
probabilidad
);

        
println!
(
"Para un grupo de {} personas, la probabilidad de que dos personas cumplan años el mismo día es del {}%"
,

        
i
,
 
procentaje
);

    
}

}

```

### Julia
```
println
(
"Número de personas : Probabilidad"
)

p
 
=
 
1

for
 
i
 
in
 
1
:
100

    
p
 
=
 
p
 
*
 
(
366
 
-
 
i
)
 
/
 
365

    
@printf
(
"
%d
 : 
%10.6f
\n
"
,
i
,
1
-
p
)

end

```

### Pascal
```
Program
 
Cumples
 
;

Var

   
i
 
:
 
Integer
 
;

   
p
 
:
 
Real
 
;

Begin

   
writeln
(
' Num  -  Probabilidad'
)
 
;

   
p
 
:=
 
1.0
 
;

   
For
 
i
 
:=
 
1
 
to
 
100
 
Do

   
Begin

      
p
 
:=
 
p
 
*
 
(
366
 
-
 
i
)
 
/
 
365
 
;

      
write
(
i
:
3
,
100
*
(
1
-
p
)
:
17
:
6
)
 
;

      
readln
 
;

   
End
 
;

End
.

```

### Python
```
print
(
'Num. probabilidad'
)

p
 
=
 
1

for
 
i
 
in
 
range
(
1
,
 
80
):

    
p
 
=
 
p
 
*
 
(
366
 
-
 
i
)
 
/
 
365

    
print
(
f
'
{
i
}
: 
{
(
1
-
p
)
:
.3f
}
'
)

```

### Perl
```
print
 
(
'Num. probabilidad'
);

my
 
$p
 
=
 
1.0
;

foreach
(
 
1
..
100
 
)
 
{

        
$p
 
=
 
$p
 
*
 
(
366
 
-
 
$_
)
 
/
 
365
;

        
print
 
$_
,
 
' : '
,
 
1
-
$p
,
 
"\n"
;

}

```

### C++
```
#include
 
<iostream>

 

using
 
namespace
 
std
;

 

long
 
double
 
calcular
(
int
 
personas
)

{

   
long
 
double
 
p
=
1
;

   
for
(
int
 
i
=
0
;
i
<
personas
;
i
++
)

   
{

      
p
=
p
*
(
365
-
i
)
/
365
;

   
}

   
p
=
100
*
(
1
-
p
);

   
return
 
p
;

}

 

int
 
main
()
 

{

  
int
 
grupo
;

  
long
 
double
 
probabilidad
;

  
cout
 
<<
 
"Introduce cuántas personas tiene el grupo : "
;

  
cin
 
>>
 
grupo
;

  
probabilidad
 
=
 
calcular
(
grupo
);

  
cout
 
<<
 
"La probabilidad de que en un grupo de "
 
<<
 
grupo
 
<<
 
" personas, dos cumplan años el mismo día es de un "
 
<<
 
probabilidad

  
<<
 
"%"
 
<<
 
endl
;

  
return
 
0
;

}

```

### C#
El siguiente programa calcula las probabilidades dependiendo del número de personas (grupo):
```
        
static
 
void
 
Main
(
string
[]
 
args
)

        
{

            
Console
.
WriteLine
(
"Introduce el número de personas: "
);

            
int
 
num
 
=
 
Convert
.
ToInt32
(
Console
.
ReadLine
());

            
Cumple
(
num
);

            
Console
.
Read
();

        
}

        
static
 
void
 
Cumple
(
int
 
num
)

        
{

            
double
 
p
 
=
 
1.0
;

            
for
 
(
int
 
i
 
=
 
1
;
 
i
 
<=
 
num
;
 
i
++
)

            
{

                
p
 
=
 
p
 
*
 
(
366
 
-
 
i
)
 
/
 
365
;
 
//Formula de cumpleaños

            
}

            
Console
.
WriteLine
(
100
*
(
1
 
-
 
p
));

        
}

```

### Java
El siguiente programa calcula las probabilidades dependiendo del número de personas (grupo):
```
import
 
java.util.Scanner
;

public
 
class
 
ProblemaDelCumpleanos
 
{

    
public
 
static
 
void
 
main
(
String
[]
 
args
)
 
{

        
Scanner
 
entrada
 
=
 
new
 
Scanner
(
System
.
in
);

        
System
.
out
.
println
(
"Introduce el número de personas: "
);

        
int
 
tamanoDePoblacion
 
=
 
(
entrada
.
nextInt
());

        
System
.
out
.
println
(
cumple
(
tamanoDePoblacion
));

        
entrada
.
next
();

    
}

    
/**

     * @param num Tamaño de la poblacion usada para calcular la probabilidad.

     * @return Probabilidad entre la poblacion haya 2 personas que tengan el

     * mismo cumpleaños.

     */

    
public
 
static
 
double
 
cumple
(
int
 
num
)
 
{

        
double
 
probabilidad
 
=
 
1.0
;

        
for
 
(
int
 
i
 
=
 
1
;
 
i
 
<=
 
num
;
 
i
++
)
 
{

            
probabilidad
 
=
 
probabilidad
 
*
 
(
366
 
-
 
i
)
 
/
 
365
;

        
}

        
return
 
(
100
 
*
 
((
1
 
-
 
probabilidad
)));

    
}

}

```

### PHP
```
function
 
paradoja
(
$grupo
){

  
$p
 
=
 
1.0
;
			
  
for
 
(
$i
 
=
 
1
;
 
$i
 
<
 
$grupo
;
 
$i
++
){

    
$p
 
=
 
$p
 
*
 
(
366
-
$i
)
 
/
 
365
;
		
  
}
	
  
$p
 
=
 
1.0
 
-
 
(
1.0
 
*
 
$p
 
*
 
(
366
-
$i
)
 
/
 
365
);

  
return
 
$p
;

}
  

echo
 
paradoja
(
NUMERO
);

```

### PL/SQL
El siguiente programa tiene en cuenta los años bisiestos (es decir, se requieren 367 personas para garantizar una probabilidad del 100 %).
Calcula todas las probabilidades desde n = 1 hasta n = 367 personas.
Nótese que debido al límite de decimales que PL/SQL puede manejar, si el número de personas es superior a n=227 (probabilidad 99.99999999999999999999999999999999999999 %), entonces PL/SQL redondea la probabilidad al 100 %.
```
SET
 
SERVEROUTPUT
 
ON

DECLARE

  
P
 
REAL
 
:
=
 
1
;

  
I
 
INTEGER
;

BEGIN

  
FOR
 
I
 
IN
 
1
..
367

  
LOOP

        
P
 
:
=
 
P
 
*
 
(
367
-
I
)
 
/
 
366
;
    

        
DBMS_OUTPUT
.
PUT_LINE
 
(
'Para n='
 
||
 
I
 
||
 
': Probabilidad '
 
||
 
100
*
(
1
-
P
)
 
||
 
'%'
);
    

  
END
 
LOOP
;

END
;

```

### MATLAB
```
%Script_Cumple_v3

%incluye bisiestos

clc
,
clear
,
close
 
all
,
format
 
compact
,
format
 
short

disp
(
'Num : Probabilidad'
)

prob
=
1
;

for
 
loop
=
1
:
367

    
prob
=
prob
*
(
367
-
loop
)
/
366
;

    
fprintf
(
'%3.0f : %6.4f \n'
,
 
loop
,
 
1
-
prob
)

    
if
 
(
1
-
prob
<
0.99
)

      
plot
(
loop
,
1
-
prob
,
'*'
);

      
hold
 
on

    
end

end

hold
 
off

grid
 
on

title
(
'Probabilidad que en un grupo, dos personas el mismo día cumplan años'
)

xlabel
(
'Número de personas en el grupo'
)

ylabel
(
'Probabilidad'
)

```

### Microsoft SQL Server
La siguiente consulta calcula las probabilidades dependiendo del número de @Personas 
```
DECLARE
 
@
Personas
 
INT

SET
 
@
Personas
 
=
 
23
;

WITH
 
TBL
 
AS
 
(

    
SELECT
 
1
 
i
,
 
cast
(
1
 
as
 
real
)
 
p

    
UNION
 
ALL

    
SELECT
 
i
+
1
,
 
cast
((
365
-
i
)
/
365
.
0
 
as
 
real
)

    
FROM
 
TBL

    
WHERE
 
i
 
<
 
@
Personas

)

SELECT
 
(
1
-
exp
(
sum
(
log
(
p
))))
*
100
 
Probabilidad

FROM
 
TBL

OPTION
 
(
MAXRECURSION
 
0
)

```

### R
```
total
=
1
;
 

for
(
i
 
in
 
1
:
100
)
 
{
 

  
total
=
total
*
((
366
-
i
)
/
365
)

  
cat
(
"La probabilidad de que en un grupo de "
,
 
i
,
 
" personas, al menos dos cumplan años el mismo día es de: "
,
 
1
-
total
,
"
\n
"
)

}

```

### Scala
```
object
 
ProblemaDelCumpleanos
 
{

   
def
 
cumple
(
n
:
 
Int
)
 
:
 
Double
 
=
 
{

     
(
1
 
to
 
n
).
foldLeft
(
1.0
)((
prob
,
 
i
)
 
=>
 
prob
 
*
 
(
366
 
-
 
i
)
/
365.0
)

   
}

   
def
 
main
(
args
:
 
Array
[
String
])
 
:
 
Unit
 
=
 
{

      
val
 
personas
 
=
 
25

      
println
(
s"La probabilidad de que en un grupo de 
$
personas
 personas, al menos dos de ellas cumplan años el mismo día es: 
${
cumple
(
personas
)
}
"
)

   
}

}

```

### Swift
```
func
 
cumple
(
grupo
:
 
Int
)
 
->
 
Double
 
{

    
var
 
p
:
Double
 
=
 
1

    
if
 
grupo
 
>
 
1
 
{

        
for
 
i
 
in
 
1.
..
grupo
 
{

            
p
 
=
 
p
 
*
 
Double
(
366
-
i
)
/
365.0

        
}

    
}

    
return
 
1
-
p

}

let
 
personas
:
 
Int
 
=
 
25

let
 
porcentaje
:
 
Double
 
=
 
cumple
(
grupo
:
 
personas
)
 
*
 
100

print
(
"La probabilidad de que en un grupo de 
\(
personas
)
 personas, existan dos personas que cumplan el mismo dia es de 
\(
porcentaje
)
%"
);

```